# Bematistes parageum
Bematistes parageum is een vlinder uit de familie van de Nymphalidae. De wetenschappelijke naam van de soort is voor het eerst gepubliceerd in 1900 door Henley Grose-Smith.

## Verspreiding
De soort komt voor in de bossen van Kameroen, Equatoriaal-Guinea, Gabon, Congo-Brazzaville, Centraal-Afrikaanse Republiek, Congo-Kinshasa, Soedan, Ethiopië, Oeganda, Rwanda, Burundi, Tanzania en Zambia.

## Waardplanten
De rups leeft op Oncoba schweinfurthii (Gilg) Hul & Breteler (Salicaceae).

## Ondersoorten
- Bematistes parageum parageum (Grose-Smith, 1900) (Kameroen, Gabon, Congo-Brazzaville, Centraal-Afrikaanse Republiek, Congo-Kinshasa, Soedan, Oeganda, Rwanda, Burundi, Tanzania, Zambia)
  - = Acraea epaea parageum (Grose-Smith, 1900)
  - = Acraea paragea (Grose-Smith, 1900)
- Bematistes parageum homochroa (Rothschild & Jordan, 1905) (Ethiopië)
  - = Planema epaea homochroa Rothschild & Jordan, 1905
  - = Acraea epaea homochroa (Rothschild & Jordan, 1905)
  - = Acraea parageum homochroa (Rothschild & Jordan, 1905)
- Bematistes parageum insulana (Ackery, 1995) (Bioko in Equatoriaal-Guinea)
  - = Acraea epaea insulana Ackery, 1995
  - = Acraea parageum insulana Ackery, 1995